# 7299 Indiawadkins
7299 Indiawadkins eller 1992 WZ5 är en asteroid i huvudbältet som upptäcktes 21 november 1992 av den amerikanske astronomen Eleanor F. Helin vid Palomar-observatoriet. Den är uppkallad efter India Wadkins.
Asteroiden har en diameter på ungefär 12 kilometer.